# Heinrich Bertram (Sänger)
Heinrich Bertram (1825 in Braunschweig – 18. November 1903 in Stuttgart) war ein deutscher Opernsänger (Bariton).

## Leben
Er wirkte 1846 in Göttingen, 1847 in Düsseldorf, 1848 in Detmold, 1849 in Mainz, 1850 bis 1853 in Königsberg, 1854 in Danzig, 1855 bis 1857 in Bremen, 1858 bis 1862 in Leipzig, 1862 bis 1866 in Wiesbaden und von 1866 bis 1881 als Baritonist in Stuttgart. Um 1900 war er Professor am Konservatorium der Musik in Stuttgart.
Verheiratet war er mit der Opernsängerin Marie Bertram, deren Söhne waren der Opernsänger Theodor Bertram sowie der Schauspieler Ernst Bertram.
1876 wurde Heinrich Bertram in die Freimaurerloge „zu den 3 Cedern“ in Stuttgart aufgenommen.

## Schüler (Auswahl)
- Friedrich Brodersen